# Pancitopenia
La pancitopenia è la riduzione del numero di tutte le cellule presenti nel sangue. Essa può essere dovuta a svariate cause (leucemie, gravi infezioni, patologie del midollo osseo).

## Segni
Si manifesta con una sintomatologia strettamente legata alla carenza delle varie linee cellulari: 
- Scarso apporto di ossigeno: per la riduzione dei globuli rossi (anemia);
- Infezioni: per la riduzione dei globuli bianchi (leucopenia);
- Emorragie: per la riduzione delle piastrine (trombocitopenia).

## Diagnosi
La diagnosi può essere facilmente formulata con l'esame di base del sangue (emocromo) che mostra la riduzione più o meno marcata di tutte le componenti cellulari del sangue.

## Terapia
La terapia della pancitopenia varia a seconda del quadro clinico e dei valori ematici, in base alle componenti del sangue maggiormente interessate; prevede generalmente la sostituzione di queste con trasfusioni di piastrine e/o di emazie concentrate (globuli rossi) e, in alcuni casi, la stimolazione del midollo osseo mediante somministrazione di fattori di crescita. È importante ricercare l'evento primario che ha prodotto la pancitopenia e che, spesso, è difficile da risolvere (leucemia, fibrosi midollare).